# Ciprian Nika
Ciprian Nika (născut Dedë Nika; n. 19 iulie 1900, Shosh⁠(d), Regiunea Shkodër, Albania – d. 11 martie 1948, Shkodër, Albania) a fost un călugăr franciscan din Albania, executat în anul 1948. A fost beatificat de papa Francisc în data de 5 noiembrie 2016.

## Viața
La vârsta de 5 ani a rămas orfan de mamă, fiind crescut într-un orfelinat al Ordinului Franciscan. Ca elev a avut rezultate bune la învățătură și, de asemenea, a simțit chemarea la viața de călugăr. A fost tuns în monahism pe 23 octombrie 1917 primind numele Ciprian. După completarea studiilor teologice în Austria, a fost hirotonit preot pe 24 iulie 1924.